# Nagybudmér
Nagybudmér (németül: Großbudmer, Großbuttmer; horvátul: Veliki Budmir) község Baranya vármegyében, a Bólyi járásban.

## Fekvése
Villánytól északra fekszik, Borjád nyugati és Kisbudmér északi szomszédságában. A további szomszéd települések: észak felől Belvárdgyula, délnyugat felől Ivánbattyán, nyugat felől pedig Kiskassa.

### Megközelítése
Zsáktelepülésnek tekinthető, mivel közúton csak egy útvonalon érhető el, az 5701-es útból Borjád központjában nyugatnak kiágazó 57 103-as számú mellékúton. A szomszédai közül, Borjádon felül csak Kisbudmérral van közúti kapcsolata.

## Népesség
A település népességének változása:
| Lakosok száma | 176  | 180  | 174  | 148  | 153  | 159  | 161  | 158  |
|               | 2013 | 2014 | 2015 | 2019 | 2021 | 2022 | 2023 | 2024 |

A 2011-es népszámlálás során a lakosok 91,2%-a magyarnak, 4,1% cigánynak, 19,7% németnek, 0,5% románnak, 0,5% szlováknak mondta magát (7,8% nem nyilatkozott; a kettős identitások miatt a végösszeg nagyobb lehet 100%-nál). A vallási megoszlás a következő volt: római katolikus 64,8%, református 4,1%, evangélikus 0,5%, felekezeten kívüli 4,7% (24,9% nem nyilatkozott).
2022-ben a lakosság 90,6%-a vallotta magát magyarnak, 9,4% németnek, 0,6% horvátnak, 0,6% románnak, 0,6% egyéb, nem hazai nemzetiségűnek (9,4% nem nyilatkozott; a kettős identitások miatt a végösszeg nagyobb lehet 100%-nál). Vallásuk szerint 35,2% volt római katolikus, 4,4% református, 1,3% görög katolikus, 3,1% egyéb katolikus, 21,4% felekezeten kívüli (34,6% nem válaszolt).

## Története
Nagybudmér, Budmér (Bodmér) neve az oklevelekben 1285-ben tűnik fel először Budmérként. A település a Budmér nemzetségbeli Budméri család birtoka volt. A család tagjai a vármegyei közéletben játszottak szerepet. 1298-ban Bezedek mellett is birtokosok voltak, és a fennmaradt adatok szerint a család egyik tagja [Óvári] Konrád fia Jakab szolgálatában állt1308-ban. 1324-ben az örökös nélkül elhalt Leus birtokát Károly Róbert király Becsei Imrének adta, de Leus unokaöccsei: András fia Mihály és Gergely rokoni és szomszédi jogon ellentmondtak. 1335-ben papja 8 báni pápai tizedet fizetett. 1399-től a két Budmér települést Alsó- és Felső- előnévvel különböztették meg.
Ma két község Mohácstól nyugatra, Kis- és Nagybudmér néven.
2001-ben a lakosság 3,9%-a németnek vallotta magát.

## Közélete

### Polgármesterei
- 1990–1994: Fitt József (független)[7]
- 1994–1998: Fitt József (független)[8]
- 1998–2002: Csorba Ferenc (független)[9]
- 2002–2006: Tetz Ferenc (független német kisebbségi)[10]
- 2006–2010: Tetz Ferenc (független)[11]
- 2010–2014: Tetz Ferenc (független)[12]
- 2014–2019: Tetz Ferenc (független)[13]
- 2019–2024: Tetz János (független)[14]
- 2024– : Tetz János (független)[1]

## Nevezetességek
- Szent Márton templom (1908)

## Külső hivatkozások
- Nagybudmér a Via Sancti Martini honlapon